# 維特健靈

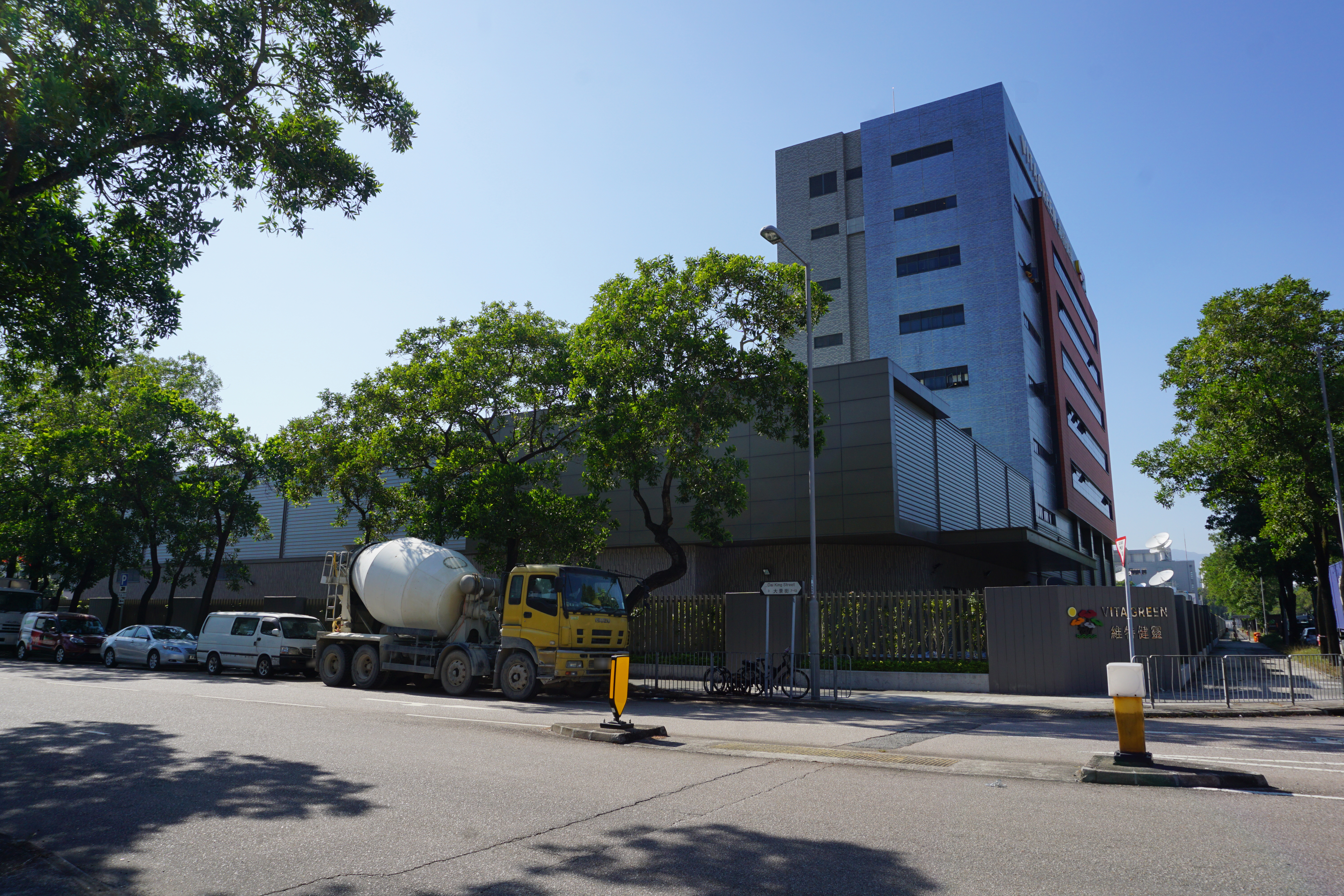
維特健靈大埔藥廠

維特健靈，全稱維特健靈健康產品有限公司（Vita Green Health Products Co., Ltd），是香港一家中藥保健品製造商和零售企業，同時代理維他命及健康補充劑產品，於1993年成立，董事長是香港藝人陳美齡的胞姐及陳依齡的胞妹陳曦齡。至2025年，維特健靈有3間GMP認證藥廠、逾10個海外辦事處、逾60間零售店舖及專櫃；生產及推廣的專利品牌逾10項及產品超過250種。

## 發展概況
- 1992年，設立維特健靈大藥廠
- 1993年，創辦維特健靈健康產品有限公司
- 1993年，推出維特健靈第一款產品—「五色靈芝」
- 1998年，兩間藥廠獲得GMP認證
- 2000年，開設專門店分銷
- 2001年，開始邀請不同代言人介紹維特健靈產品、包括伏明霞、鄭裕玲、吳啟華、黃子華等
- 2009年6月，成立「健靈慈善基金」，幫助社會上有需要的團體和人士
- 2012年，邀請森美、毛舜筠、黎耀祥及林淑敏[2]擔任代言人
- 2012年，於中環舉行「醫之選維特健靈單車馬拉松2012」，創公路單車賽先河[3]
- 2013年，取得首個香港製造的靈芝中成藥取得國家保健食品批准文號（藍帽子），同年開拓內地市場。
- 2014年，舉行「維特健靈20周年酒會」，邀得全國政協副主席及前香港特首董建華先生主禮。
- 2017年，大埔維特健靈大樓啟用。五色靈芝獲選「香港卓越名牌」[4]。
- 2018，五色靈芝[5]及維新烏絲素[6]。獲香港品牌發展局頒 發「香港名牌十年成就獎」
- 2020年，推出維特健靈產品—「7日瘦」。邀請趙慧珊、杜卡妮任代言人
- 2023年，邀請胡杏兒、胡定欣、陳山聰及張馳豪任代言人

## 顧問
立法會議員何君堯為維特健靈健康產品有限公司受薪顧問

## 爭議

### 消委會批評靈芝孢子破壁率誤導
2008年，消費者委員會對市面上聲稱全破壁或破壁率達99.9%的靈芝孢子產品進行調查。測試發現維特健靈的靈芝孢子破壁率僅達80%，且全部測試樣本的淨重量均低於聲稱的重量。

### 涉嫌嚴重誇大宣傳
2014年10月，深圳市藥品監督管理局指維特健靈8個關於「五色靈芝膠囊」的廣告涉嫌誇大宣傳，違反《廣告法》第34條及《保健食品廣告審查暫定規定》第8條第1項。

## 慈善
「健靈慈善基金」於2009年6月28日成立，以經濟援助及捐贈其產品為社會上有需要的團體及個別人士提供援助，是維特健靈履行社會責任項目之一。「健靈慈善基金」由各界專業人士組成的甄選委員會，推薦合資格的受惠者。此外，維特健靈亦有贊助慈善機構如「香港女童軍」、「香港小童群益會」等等。

## 外部連結
- 維特健靈官方網站 （页面存档备份，存于）
- 維特健靈香港網店網站 （页面存档备份，存于）
- 維特健靈國際網店網站 （页面存档备份，存于）
- 維特健靈健康網誌 （页面存档备份，存于）
- 維特健靈五色靈芝產品專頁 （页面存档备份，存于）